# Keosaychay Sayasone
Keosaychay Sayasone   (Seponh District, 11 de setembre de 1958 - Nam Ngum Dam, 4 d'abril de 2021) era l'esposa de l'expresident de Laos, Choummaly Sayasone, i l'exprimera dama de Laos.